# Majâz
Albums de Le Trio Joubran
Randana
(2004) À l'ombre des mots
(2009)
Majâz est le deuxième album du groupe Le Trio Joubran sorti le 25 octobre 2007 chez Randana.

## Historique
Cet album, dont le titre, « majâz », signifie « métaphore » et fut inspiré par le poète Mahmoud Darwich qui indiqua au trio le sens de ce mot, a été suivi d'une tournée internationale en Europe et en Amérique du Nord où le journal canadien Le Devoir plaça cet album comme le 4e meilleur disque de musique du monde de l'année 2008. Il constitue également la bande originale du film Adieu Gary de Nassim Amaouche sorti en 2009 qui utilise principalement les titres Masâr et Tanâsim II.

## Titres de l'album
| No  | Titre                | Musique        | Durée |
| --- | -------------------- | -------------- | ----- |
| 1.  | Masâr                | Trio Joubran   | 4:56  |
| 2.  | Roubbama             | Trio Joubran   | 6:08  |
| 3.  | Laytana              | Trio Joubran   | 4:20  |
| 4.  | Tanâsim I (Adnan)    | Adnan Joubran  | 4:21  |
| 5.  | Majâz                | Trio Joubran   | 5:16  |
| 6.  | Shajan               | Trio Joubran   | 5:19  |
| 7.  | Tanâsim II (Samir)   | Samir Joubran  | 4:20  |
| 8.  | Sama-Sounounov       | Trio Joubran   | 2:59  |
| 9.  | Min Zamân            | Traditionnel   | 4:50  |
| 10. | Tanâsim III (Wissam) | Wissam Joubran | 3:51  |
| 11. | Hawâna               | Trio Joubran   | 4:20  |

## Musiciens
- Samir Joubran, oud
- Wissam Joubran, oud
- Adnan Joubran, oud
- Youssef Hbeisch, percussions.